# Lucinida
Lucinida is een orde van de tweekleppigen.

## Families
- Lucinoidea J. Fleming, 1828
  - Lucinidae J. Fleming, 1828
  - † Mactromyidae Cox, 1929
  - † Paracyclidae P.A. Johnston, 1993
- Thyasiroidea Dall, 1900
  - Thyasiridae Dall, 1900